# Waldemar Cierpinski
Waldemar Cierpinski född 3 augusti 1950 i Neugattersleben vid floden Bode cirka 10 km norr om Bernburg (Saale) i Sachsen-Anhalt är en tysk (DDR) maratonlöpare.
Cierpinski är den ende maratonlöpare förutom Abebe Bikila och Eliud Kipchoge som lyckats vinna det olympiska maratonloppet två gånger, nämligen vid Olympiska sommarspelen 1976 i Montréal och Olympiska sommarspelen 1980 i Moskva.
Bland hans övriga meriter kan nämnas en tredjeplats vid VM i friidrott 1983 och en fjärdeplacering vid EM i friidrott 1978 samt fem DDR-mästerskap.
Han är nu medlem i den tyska nationella olympiska kommittén och har en sportaffär i Halle an der Saale. Cierpinski vann 2007 en triathlontävling i München. Han deltog i maraton vid VM i friidrott 2009.